# 64-й армейский корпус (вермахт)
64-й армейский корпус (нем. LXIV. Armeekorps), переименован 5 августа 1944 года из 64-го резервного корпуса.

## Боевой путь
С сентября 1944 года — дислоцировался в Эльзасе.
В 1945 году — бои на Рейне против американских войск.

## Состав корпуса
В январе 1945:
- 189-я пехотная дивизия
- 198-я пехотная дивизия
- 16-я пехотная дивизия народного ополчения
- 708-я пехотная дивизия народного ополчения

## Командующий корпусом
- С 25 января 1945 — генерал пехоты Максимилиан Гриммайс